# Francfranc
株式会社Francfranc（フランフラン） は、インテリアや雑貨の販売やコーディネートなど、幅広く事業を手掛ける日本の小売企業である。雑貨から家具、寝具、ソファーなどまで幅広いアイテムを提供する。国内に127店舗と香港に7店舗を展開している。1992年7月、天王洲アイルに1号店が開店した。

## 概要
リテール、プロダクツ、スペースクリエイションの3部門に分け、その下に事業・ブランドを置いている。それぞれ独自に美意識を追求し、また融合させようとしている。
スペースクリエイション事業を担うバルスクリエイティブデザインセンターでは、デザインなどの総合プロデュースを行なっている。
「25歳の都会に住む独身OL」をコンセプトに極端に顧客を絞ったターゲティングを行い、創業から終始一貫20代から30代女性をメイン顧客層に支持されている。

### セブン&アイHDが株式25%余を売却
2013年（平成25年）12月、セブン&アイ・ホールディングスと資本業務提携を結び、商品や店舗の共同開発を進めていたが、当初見込んでいたような相乗効果があがらなかった。このためセブン&アイHDは、2021年（令和3年）7月21日、傘下に置くFrancfrancについて、保有する49％の株式のうち25％余りを投資ファンドの「日本成長投資アライアンス」に売却すると正式に発表した。ファンドはFrancfrancの創業家などからの取得分をあわせて、株式の51％を保有してファンドが主導する形で、新たな経営体制で通販サイトの強化などデジタル化に取り組む。これによって、セブン&アイHDの株式保有割合は23.5%となるが、今後も持ち分法適用会社としての関与は続ける。

### アインホールディングスによる買収
2024年（令和6年）7月3日、調剤薬局大手でセブン&アイHDとも資本・業務提携を結んでいるアインホールディングスが同年8月20日付けで日本成長投資アライアンスやセブン&アイHDなどが保有している全株式を取得し、完全子会社化することを発表した。

## 沿革
- 1990年（平成2年）7月11日 - 株式会社バルス設立。創業者:髙島郁夫[8]。
- 2002年（平成14年）7月11日 - JASDAQ市場に株式公開。
- 2005年（平成17年）2月25日 - 東証2部に重複上場。
- 2006年（平成18年）1月4日 - 東証1部に指定替え。
- 2012年（平成24年）1月17日 - MBO実施により、東証1部上場廃止[9]。
- 2012年（平成24年）4月1日 - 株式会社TMコーポレーションに合併し解散。同時に株式会社TMコーポレーションは株式会社バルスに商号を変更。
- 2013年（平成25年）12月25日 - 株式会社セブン＆アイ・ホールディングスと資本業務提携を発表。
- 2017年（平成29年）9月1日 - 株式会社Francfrancに商号変更。
- 2024年（令和6年）8月20日 - 株式会社アインホールディングスが全株式を取得し、完全子会社化する予定[6][7]。

## 関連会社
- Francfranc HONGKONG LIMITED

### かつての関連会社
- 株式会社amadana - 家電のデザインなど（amadana）。48.7%出資の連結子会社であったが、2010年（平成22年）12月10日に43.7%の株式をGIエクイティーパートナーズ株式会社に売却。
- 株式会社東京住宅 - 木下工務店と提携し、住宅空間プロデュースを行う。50%出資の合弁会社であったが、2009年（平成21年）8月に保有株式を木下工務店に売却。
- 株式会社シィ・ディ・アイ - 2000年（平成12年）12月解散、2001年（平成13年）3月28日清算結了。
- 株式会社Seven Signatures - ハワイ・ワイキキのホテル・コンドミニアムの独占的販売等。50%出資の合弁会社であったが、2007年（平成19年）10月に保有株式を株式会社Seven Signatures Internationalに売却。

## 関連ブランド

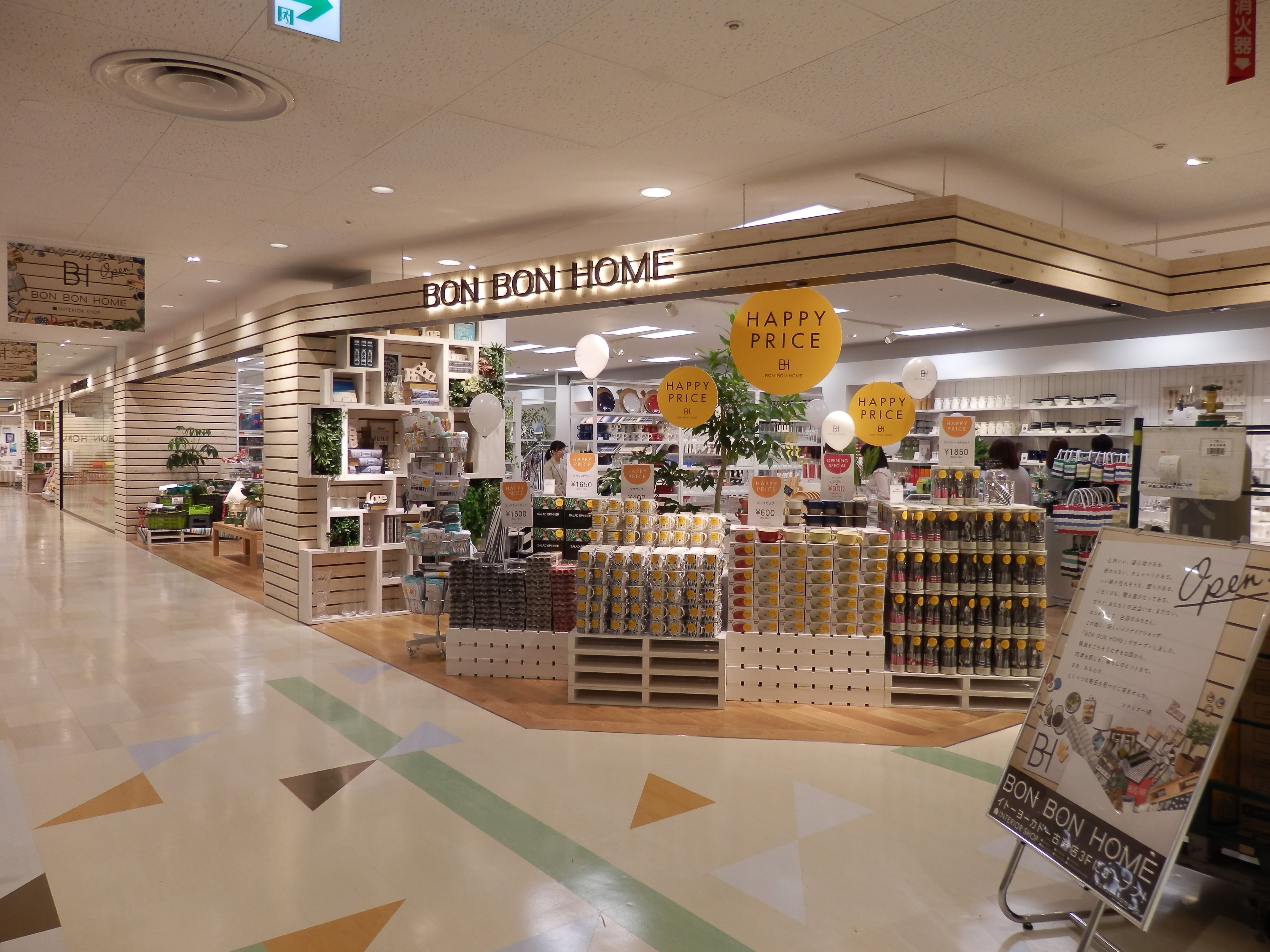
BON BON HOME古淵店（現在は閉店）

Francfranc DESIGN FOR LIFE（フランフラン デザイン フォー ライフ）
時代の感性に敏感な都市生活者に向けたデザインコンシャスなショップ。 大都市圏のフラッグシップ型店舗として、商品・店舗演出・商品陳列などを通じて都市型ライフスタイルを提案する店舗。
Francfrancfranc（フランフランフラン）
きらめく色彩、フレッシュな驚きに満ちた新しいラインナップが心躍らせるカジュアルショップ。「カラー展開」や「楽しさ」、「商品バラエティー」といった以前の「Francfranc」を、さらに強化した店舗。
Franc franc BAZAR（フランフラン バザー）
主にアウトレットモールにて展開するバザー業態はシーズンアウト商品等お買い得感の高い商材を中心とした店舗。
BON BON HOME（ボンボンホーム）
セブン&アイ・ホールディングス傘下のイトーヨーカ堂と株式会社バルスが共同展開していた雑貨店。西海岸に降り注ぐ太陽のようなナチュラルなイメージでデザインする約3000品目のアイテムをラインナップしていた。2017年2月19日付で事業終了。
バルストウキョウ
東京発のインテリアや家具など。2016年度に事業終了。
ジェイピリオド
和のテイストにこだわった器から家具まで。2016年度に事業終了。
エルベ ガンブス
フラワーのコンテンポラリーアート（現代美術）など。フランス直輸入ブランド。

## テレビ番組
- 日経スペシャル カンブリア宮殿 女性熱狂！フランフラン流"消費者ニーズ"の捉え方（2011年3月10日、テレビ東京）[8]

## 書籍

### 参考書籍
- 『フランフランを経営しながら考えたこと Francfrancからデザインビジネスの可能性を拡げるバルスの戦略』（著者:高島郁夫）（2008年5月5日、経済界）ISBN 9784766784190
- 『遊ばない社員はいらない 仕事の成果は、楽しんだ時間で決まる』（著者:高島郁夫）（2010年11月11日、ダイヤモンド社）ISBN 9784478014844